# Naruto: Rise of a Ninja
Naruto: Rise of a Ninja es un videojuego para Xbox 360 desarrollo por Ubisoft Montreal, siendo así el primer juego de Naruto no desarrollado por una compañía japonesa. El juego mezcla plataforma, combates uno contra uno, diálogos y toques de RPG. La estética del juego es en Cel shading.

## Argumento
La historia está basada en los primeros 80 episodios de este conocido anime. El juego inicia con Naruto en la academia Ninja, abarcando las aventuras en el País de las Olas y del examen a Chunnin, finalizando en el combate contra Gaara y Shukaku. 

## Modos de juego

### Modo Historia
En el modo historia, se puede usar únicamente a Naruto. El jugador se puede mover libremente por toda Konoha, donde la gran parte de aldeanos odia a Naruto (el jugador), porque en su interior lleva el Kyubi (Un zorro de nueve colas que arrasó en el pasado la villa). Una de las misiones del juego es conseguir que toda la ciudad lo respete. Y para ello hay que ir realizando misiones. Una ventaja de que los aldeanos lo respeten es que puede preguntarles para que te indiquen donde esta tu objetivo de la misión. Para saber si un aldeano lo respeta o no, simplemente hay que mirar el icono sobre la cabeza.
Las misiones se dividen en dos tipos: Las de búsqueda y las que siguen el hilo de la historia. Las primeras aumentan la barra de vitalidad y son de buscar cosas por la ciudad o las afueras. Las segundas aumentan la barra de chakra y contienen más combates.
Para poder ir avanzando en el juego, Naruto aprende a utilizar técnicas. Por ejemplo, el Jutsu Clones de Sombra, lo que le permite romper rocas que están en el camino. Además, puede aprender más combos para el combate enseñados por sus senseis, a cambio de puntos.
Además de misiones, por la aldea se pueden realizar minijuegos, que también sirven para hacer felices a la gente. Por ejemplo carreras contra reloj, repartir fideos o jugar al escondite con Konohamaru.

### Combate 1 vs 1
Los combates se realizan en escenarios 3D. Hay dos tipos de golpes, uno ligero y otro fuerte. Cada personaje tiene una lista de combos para realizar. Aparte de golpear, también pueden saltar, bloquear, lanzar kunais o agarrar al adversario. En el bloqueo pueden realizar la técnica del reemplazo, es decir, si el jugador aprieta justo el botón de bloquear antes de ser golpeado, este aparecerá atrás del enemigo y podrá contraatacar. 
Si el personaje sufre muchos daños, puede activar el Modo Rabia, en el cual le proporciona invuneabilidad y más fuerza en un período corto de tiempo. 
Cada personaje también posee diferentes técnicas. Son ataques especiales cinemáticos que se realizan manteniendo el gatillo L y moviendo adecuadamente los dos sticks. Son ataques interactivos donde atacante y adversario deben estar atentos para acertar o evitar el ataque, según sea el caso.

## Lista de personajes
- Naruto Uzumaki
- Sasuke Uchiha
- Sakura Haruno
- Kakashi Hatake
- Zabuza Momochi
- Haku
- Rock Lee
- Orochimaru
- Kiba Inuzuka
- Neji Hyuga
- Gaara
- Shikamaru Nara (*)
- Jiraiya (**)
- Sarutobi (**)
- Chōji Akimichi (**)
- Temari (**)

(*): Shikamaru se descargaba gratuïtamente de Xbox Live. Aunque se necesitaba tener una cuenta a Ubisoft para entrar desde Xbox Live a la página donde se puede descargar a este personaje.
Después del lanzamiento de la secuela del juego, la descarga de Shikamaru tomó el valor de 99999 Microsoft points hasta el 9 de enero de 2009. Añadiendo un nuevo logro al juego, el cual es completar el Examen de la muerte (matchmaking)
(**): Se descargan de Xbox Live en packs, en el cual va incluido dos personajes (Jiraiya-Sarutobi o Chouji-Temari) más dos nuevos escenarios. Cada pack cuesta 500 puntos. cada personaje trajo consigo logros a desbloquear (en el bosque de la muerte matchmaking) pero actualmente no se pueden desbloquear legalmente debido a un bug en los logros

## Juegos Relacionados
- Naruto: The Broken Bond
- Naruto Shippuden: Ultimate Ninja Storm 2